# Heinrich Gulatz
Heinrich Gulatz (auch: Heinz Gulatz, geb. 3. Februar 1914 in Lyck (Ostpreußen); gest. 3. Juni 2007) war ein deutscher Jurist.

## Lebensweg
Die Familie Gulatz stammt aus Lyck in Ostpreußen. Heinrich Gulatz' Vater war der Gasanstaltsarbeiter Gottlieb Gulatz. Er starb bereits vor 1938. Heinrich Gulatz' Mutter war Auguste Gulatz, geb. Kurrek, (geb. 21. September 1880, gest. 13. Dezember 1972)
Sein Studium der Rechtswissenschaft in München schloss Heinrich Gulatz mit der Promotion zum Dr. iur. ab. Während seines Referendariates arbeitete Gulatz im Jahr 1943 als Urkundsbeamter der Geschäftsstelle des Sondergerichts Prag, und war in dieser Eigenschaft an dem Verfahren gegen Oskar Löwenstein und Marcelle Yung beteiligt, in dem Löwenstein wegen Passfälschung zum Tode verurteilt wurde.
Heinrich Gulatz wurde Gerichtsassessor beim Landgericht Bielefeld und beim Amtsgericht Minden. 1958 war Gulatz Landgerichtsdirektor und Vorsitzender der Wiedergutmachungskammer beim Landgericht Bielefeld. Die geplante Berufung Gulatz' als Richter an das Bundespatentgericht in München kam nicht zustande. Stattdessen war Gulatz von 1961 bis 1968 als Richter am Obersten Rückerstattungsgericht in Herford tätig, und zwar ab dem 16. November 1961 als Richter beim Dritten Senat, ab dem 6. Dezember 1961 beim Zweiten Senat und ab dem 8. Mai 1968 beim Ersten Senat. Von 1973 bis 1980 war Gulatz Bundesrichter am Bundesgerichtshof in Karlsruhe. Am 1. Juni 1984 wurde ihm das Große Bundesverdienstkreuz verliehen. Heinrich Gulatz starb im Jahr 2007 im Alter von 93 Jahren.